# Літературна Премія імені Владислава Реймонта
Літературна премія імені Владислава Реймонта — польська літературна премія, заснована у 1994 році Польською асоціацією ремісників (ZRP). Премію присуджували у співпраці з Асоціацією письменників Польщі; названа на честь Владислава Реймонта — лауреата Нобелівської премії з літератури 1924 року. Постановою від 27 вересня 2011 року Рада ZRP ухвалила рішення про призупинення присудження премії на два роки, оскільки тоді черговий конкурс не відбувся.
Кандидатів обирало журі, що складалося з представників засновника Премії — Польської асоціації ремесел, а також усіх попередніх лауреатів премій та президентів творчих письменницьких товариств. Головою журі був президент Польської асоціації ремісників. Переможець отримував фінансову винагороду та диплом у вигляді гравійованої дошки із зображенням Владіслава Реймонта.
Призи отримували у двох категоріях:
- за творчість усього життя
- за книгу, видану в попередньому році

Лауреатами Літературної премії імені Владислава Реймонта є:
- 1994 — Моніка Жеромська (Спогади), Пйотр Кунцевич (Агонія та надія)
- 1995 — Ян Юзеф Щепанський (за творчість усього життя); Анна Болецька (Білий камінь), Анджей Занєвський (Щур)
- 1996 — Ян Твардовський, Войцех Жукровський (за творчість усього життя)
- 1997 — Людмила Мар'янська, Януш Красинський (за творчість усього життя); Веслав Мислівський (Горизонт)
- 1998 — Леслав Бартельський, Кристина Колінська, Влодімеж Одоєвський (за творчість усього життя); Анджей Браун (Psie Pole)
- 1999 — Ольга Токарчук (Житловий будинок, нічний будинок); Тадеуш Ружевич (за творчість усього життя)
- 2000 — Зігмунт Кубяк (за творчість усього життя); Марек Беньчик (Tworki)
- 2001 — Тадеуш Конвіцький (за творчість усього життя); Ярослав Абрамов-Ньюерлі (Леви мого подвір'я)
- 2002 — Марек Новоковський (за творчість усього життя); Кшиштоф Гасьоровський (Бідні двоногі тумани)
- 2003 — Вітольд Залевський (за творчість усього життя); Ришард Капусцінський (Лапідарій V)
- 2004 — Маріан Гжещак (за творчість усього життя); Збігнєв Єжина (книга року: Вони говорять та інші вірші)
- 2005 — Єжи Фіцовський (за творчість усього життя); Збігнєв Доміно (Час зозулиних гнізд) та Томаш Лубінський (Все в родині)
- 2006 — Джулія Хартвіг (за творчість усього життя); Євстахій Рильський (Стан), Роман Шливонік (Повернення до центру міста)
- 2007 — Ришард Пшибильський, Марек Вавжкевич (за творчість усього життя); Богдан Лебль (Перевернута квітка. Квіти на забій)
- 2008 — Юзеф Хен, Кшиштоф Карасек (за творчість усього життя); Анна Янко (Книга року: Дівчина з сірниками)
- 2009 — Ганна Кралль, Маріан Пілот (за творчість усього життя); Маріан Гжещак (книга року)
- 2010 — Генрік Береза, Роман Шливонік (за творчість усього життя); Генрік Бардієвський (книга року: Поїздка до землі князя Маргіната), Ервін Крук (книга року: Спадщина. Мазурські нотатки 2007—2008 рр.)[3]